# Гімн Удмуртії
Гімн Удму́ртської Респу́бліки — державний символ Удмуртії (Росія), затверджений постановою Президії Верховної Ради Удмуртської Республіки 3 грудня 1993 року і повторно затверджений законом від 29 жовтня 2002 року (вступив в дію 31 жовтня 2002 року).
Гімн виконується як російською, так і удмуртською мовами. Музика композитора Г. О. Корепанова до пісні «Родная Кама-река» в авторській обробці композитора О. Г. Корепанова. Автор тексту — Т. Г. Владикіна, переклад російською мовою — О. О. Шепталін.

## Текст
Шунды сиос ӝуато палэзез,
Юг ӟардон вуэ музъемам.
Оскон тӧлпо — милемлы Куншетэд,
Дан тыныд, Доре мынам!
Югдыты, Быдӟым Инмаре,
Кыдёкысь инвисъёсмес,
Кыдаты выль шудбурмес,
Эрико, йӧн бурдъёсмес!
Тон кадь мусо вань меда дуннеос,
Кужымед пыӵа ёзвиям.
Ӟеч ивордэ гурлало туриос,
Дан тыныд, Доре мынам!
Югдыты, Быдӟым Инмаре,
Кыдёкысь инвисъёсмес,
Кыдаты выль шудбурмес,
Эрико, йӧн бурдъёсмес!
Дун ошмес ву жильыртэ шуръёсын,
Волга-Кам — пачыл вирсэрам.
Россиен ӵош кайгуын но данын
Тон, Удмуртие мынам!
Югдыты, Быдӟым Инмаре,
Кыдёкысь инвисъёсмес,
Кыдаты выль шудбурмес,
Эрико, йӧн бурдъёсмес!

### Російський текст
Солнце горит в алых гроздьях рябин,
Новый день встречает земля,
Реет твой Флаг над простором равнин,
О Удмуртия моя!
Воссияй, Отчизна моя,
Счастьем путь нам озаряй!
Да хранит Господь тебя,
Расцветай, любимый край!
Краше тебя нет на свете земли,
Широки леса и поля,
Весть о тебе вдаль несут журавли,
Славься, Родина моя!
Воссияй, Отчизна моя,
Счастьем путь нам озаряй!
Да хранит Господь тебя,
Расцветай, любимый край!
Каму и Волгу питала века
Родников живая вода,
В горе и славе с Россией всегда
Ты, Удмуртия моя!
Воссияй, Отчизна моя,
Счастьем путь нам озаряй!
Да хранит Господь тебя,
Расцветай, любимый край!